# Paredón 1ra. Sección
Paredón 1ra. Sección är en ort i Mexiko.   Den ligger i kommunen Huimanguillo och delstaten Tabasco, i den sydöstra delen av landet, 600 km öster om huvudstaden Mexico City. Paredón 1ra. Sección ligger 39 meter över havet och antalet invånare är 199.
Terrängen runt Paredón 1ra. Sección är mycket platt. Runt Paredón 1ra. Sección är det ganska glesbefolkat, med 29 invånare per kvadratkilometer. Närmaste större samhälle är Huimanguillo, 10,5 km norr om Paredón 1ra. Sección. Trakten runt Paredón 1ra. Sección består till största delen av jordbruksmark.